# ریاکونین
ریاکونین (به ژاپنی: 暦仁 Ryakunin) نام یک عصر تاریخی ژاپنی بود. این عصر بعد از کاتی (دوره کاماکورا) و قبل از انئو قرار داشت و نوامبر ۱۲۳۹ تا آوریل ۱۲۳۹ میلادی به طول انجامید. در طی این عصر امپراتور شیجو، امپراتور ژاپن بود.